# Czarnogóra na Letnich Igrzyskach Olimpijskich 2020
Czarnogórę na Letnich Igrzyskach Olimpijskich 2020 reprezentowało 34 zawodników: 16 mężczyzn i 18 kobiet. Był to czwarty start reprezentacji Czarnogóry na letnich igrzyskach olimpijskich.

## Skład kadry

### Judo
| Zawodnik       | Konkurencja | 1/16                | 1/8                 | Ćwierćfinał         | Półfinał            | Repasaże            | Finał / 3. miejsce  | Finał / 3. miejsce | Źródła |
| Zawodnik       | Konkurencja | Przeciwniczka Wynik | Przeciwniczka Wynik | Przeciwniczka Wynik | Przeciwniczka Wynik | Przeciwniczka Wynik | Przeciwniczka Wynik | Pozycja            | Źródła |
| -------------- | ----------- | ------------------- | ------------------- | ------------------- | ------------------- | ------------------- | ------------------- | ------------------ | ------ |
| Jovana Peković | -78 kg (k)  | Prodan P 00-01      | NQ                  | NQ                  | NQ                  | NQ                  | NQ                  | 17.                | [ 3 ]  |

### Lekkoatletyka
| Zawodnik        | Konkurencja      | Kwalifikacje | Kwalifikacje | Finał | Finał   | Źródło |
| Zawodnik        | Konkurencja      | Wynik        | Miejsce      | Wynik | Miejsce | Źródło |
| --------------- | ---------------- | ------------ | ------------ | ----- | ------- | ------ |
| Danijel Furtula | rzut dyskiem (m) | 59,93        | 24.          | NQ    | NQ      | [ 4 ]  |
| Marija Vuković  | skok wzwyż (k)   | 1,95         | 1.           | 1,96  | 9.      | [ 5 ]  |

### Piłka ręczna
Turniej kobiet
- Reprezentacja kobiet

| - Marina Rajčić - Jovanka Radičević - Đurđina Jauković - Matea Pletikosić - Anastasija Babović - Dijana Mugoša - Andrea Klikovac - Ljubica Nenezić |  | - Tatjana Brnović - Ivona Pavićević - Ema Alivodić - Majda Mehmedović - Jelena Despotović - Itana Grbić - Nikolina Vukčević |

| Drużyna    | Konkurencja    | Faza grupowa     | Faza grupowa     | Faza grupowa     | Faza grupowa           | Faza grupowa     | Faza grupowa | Ćwierćfinały                      | Półfinały        | Finał mecz o 3. miejsce | Pozycja | Źródło      |
| Drużyna    | Konkurencja    | Przeciwnik Wynik | Przeciwnik Wynik | Przeciwnik Wynik | Przeciwnik Wynik       | Przeciwnik Wynik | Pozycja      | Przeciwnik Wynik                  | Przeciwnik Wynik | Przeciwnik Wynik        | Pozycja | Źródło      |
| ---------- | -------------- | ---------------- | ---------------- | ---------------- | ---------------------- | ---------------- | ------------ | --------------------------------- | ---------------- | ----------------------- | ------- | ----------- |
| Czarnogóra | turniej kobiet | Angola 33:22     | Japonia 26:29    | Norwegia 23:35   | Korea Południowa 28:26 | Holandia 29:30   | 3.           | Rosyjski Komitet Olimpijski 26:32 | NQ               | NQ                      | 6.      | [ 6 ] [ 7 ] |

### Piłka wodna
- Reprezentacja mężczyzn

| - Slaven Kandić - Draško Brguljan - Miroslav Perković - Marko Petković - Uroš Čučković - Vlado Popadić - Stefan Vidović |  | - Aleksa Ukropina - Aleksandar Ivović - Vladan Spaić - Dušan Matković - Dušan Banićević - Petar Tešanović |

| Drużyna    | Konkurencja      | Faza grupowa     | Faza grupowa     | Faza grupowa     | Faza grupowa     | Faza grupowa     | Faza grupowa | Ćwierćfinały     | Półfinały        | Finał mecz o 3. miejsce | Pozycja | Źródło                    |
| Drużyna    | Konkurencja      | Przeciwnik Wynik | Przeciwnik Wynik | Przeciwnik Wynik | Przeciwnik Wynik | Przeciwnik Wynik | Pozycja      | Przeciwnik Wynik | Przeciwnik Wynik | Przeciwnik Wynik        | Pozycja | Źródło                    |
| ---------- | ---------------- | ---------------- | ---------------- | ---------------- | ---------------- | ---------------- | ------------ | ---------------- | ---------------- | ----------------------- | ------- | ------------------------- |
| Czarnogóra | turniej mężczyzn | Australia 15:10  | Hiszpania 6:8    | Chorwacja 8:13   | Kazachstan 19:12 | Serbia 13:6      | 4.           | Grecja 4:10      | NQ               | NQ                      | 8.      | [ 8 ] [ 9 ] [ 10 ] [ 11 ] |

### Pływanie
| Zawodnik         | Konkurencja        | Eliminacje | Eliminacje | Półfinał | Półfinał | Finał | Finał   | Źródło |
| Zawodnik         | Konkurencja        | Czas       | Miejsce    | Czas     | Miejsce  | Czas  | Miejsce | Źródło |
| ---------------- | ------------------ | ---------- | ---------- | -------- | -------- | ----- | ------- | ------ |
| Boško Radulović  | 100 m dowolnym (m) | 53,60      | 61.        | NQ       | NQ       | NQ    | NQ      | [ 12 ] |
| Andela Antunović | 100 m dowolnym (k) | 1:00,01    | 49.        | NQ       | NQ       | NQ    | NQ      | [ 13 ] |

### Strzelectwo
| Zawodnik        | Konkurencja               | Kwalifikacje | Kwalifikacje | Finał | Finał   | Źródło |
| Zawodnik        | Konkurencja               | Wynik        | Pozycja      | Wynik | Pozycja | Źródło |
| --------------- | ------------------------- | ------------ | ------------ | ----- | ------- | ------ |
| Jelena Pantović | pistolet pneumatyczny (k) | 534-7x       | 53.          | NQ    | NQ      | [ 14 ] |

### Żeglarstwo
| Zawodnik      | Konkurencja | Wyścig | Wyścig | Wyścig | Wyścig | Wyścig | Wyścig | Wyścig | Wyścig | Wyścig | Wyścig | Wyścig | Wyścig | Wyścig | Punkty | Finałowa pozycja | Źródło |
| Zawodnik      | Konkurencja | 1      | 2      | 3      | 4      | 5      | 6      | 7      | 8      | 9      | 10     | 11     | 12     | M*     | Punkty | Finałowa pozycja | Źródło |
| ------------- | ----------- | ------ | ------ | ------ | ------ | ------ | ------ | ------ | ------ | ------ | ------ | ------ | ------ | ------ | ------ | ---------------- | ------ |
| Milivoj Dukić | Laser       | 29     | 1      | 12     | 26     | 5      | 11     | 15     | 27     | 26     | 14     | N/A    | N/A    | NQ     | 137    | 17.              | [ 15 ] |

M – Wyścig medalowy